# Friedrich Amelung
Friedrich Ludwig von Balthasar Amelung, en letó: Fridrihs Amelungs (nascut el 23 de març de 1842 a Katharina (Meleski), a Livònia, llavors a l'Imperi Rus, actualment a Estònia, i mort el 22 de març de 1909 a Riga, Letònia), fou un industrial, jugador i compositor d'escacs, i escriptor alemany del bàltic.

## Biografia
Amelung provenia d'una família d'industrials, que es va traslladar a les darreries del segle xviii a la província de Livònia, actualment a Estònia. Després de graduar-se a l'escola secundària de Dorpat (Tartu), va estudiar Filosofia i Química des de 1862 fins a 1864 a la Universitat de Dorpat. Després va viure a diverses ciutats del Bàltic. El 1902, es va traslladar a Riga. Es va dedicar a diverses branques dels escacs, i també a estudiar la història del Bàltic

### Activitats en l'àmbit dels escacs
Amelung va continuar una sòlida tradició familiar en l'àmbit dels escacs; va fer de compositor d'escacs i va publicar uns 230 estudis de final. En els seus freqüents viatges a Berlín, va tenir oportunitat de jugar contra els millors mestres alemanys del moment. Entre 1860 i 1877 va jugar amb cert èxit contra Adolf Anderssen, Gustav Neumann, Carl Mayet i Emil Schallopp. El 1877 va guanyar un matx contra Andreas Ascharin per 5 a 4 (4, -3, =2), però perdé contra Emanuel Schiffers per 4 a 8 (2, -6, =4). Amelung és considerat també com el primer historiador en l'àmbit dels escacs al Bàltic. Fins a 1901 fou el primer secretari de la Federació d'Escacs del Bàltic.

## Publicacions
- Baltische Culturstudien aus den vier Jahrhunderten der Ordenszeit (1184-1561), Dorpat 1884 (Nachdruck: Hannover 1971) ISBN 3-7777-0944-1
- Baltischer kulturhistorischer Bilder-Atlas, Dorpat 1886-1887
- Baltische Schachblätter, 8 Hefte (1889-1891; 1893; 1898; 1900-1901), Reprintausgabe, Publishing House Moravian Chess, Olomouc o.J. [2001]
- „Das Endspiel von Thurm gegen Springer“, a: Deutsche Schachzeitung, 1900 (55), S. 1-5, 37-41, 101-105, 134-138, 198-202, 261-266.
- „Das Endspiel von Thurm und Springer gegen die Dame“, in: Deutsche Schachzeitung, 1901 (56), S. 193-197, 225-229.
- „Die Endspiele mit Qualitätsvortheil, insbesondere das Endspiel von Thurm und Läufer gegen Läufer und Springer“, a: Deutsche Schachzeitung, 1902 (57), S. 265-268, 297-300, 330-332.
- „Zum Endspiel der Dame gegen Läufer und Springer“, a: Deutsches Wochenschach, 1903, S. 384
- (Amb Arthur Gehlert) „Der älteste Londoner Schachzirkel in der St. Marinstraße“, a: Deutsches Wochenschach, 1904, S. 29